# فهرست قنات‌های شهرستان قلعه‌گنج
جدول زیر براساس آمار وزارت جهاد کشاورزی تهیه شده‌است. فهرست زیر قنات‌های شهرستان قلعه‌گنج در استان کرمان را نشان می‌دهد.
| نام قنات                | موقعیت                    | نزدیک‌ترین روستا | طول قنات (متر) | تعداد میله چاه | عمق مادر چاه | دبی (لیتر بر ثانیه) | سطح زیر کشت (هکتار) |
| ----------------------- | ------------------------- | --------------- | -------------- | -------------- | ------------ | ------------------- | ------------------- |
| احمدآباد                | بخش مرکزی شهرستان قلعه‌گنج | احمدآباد        | ۴              | ۱۷۰            | ۲۰           | ۲۷                  | ۸۰                  |
| اشکوتوئیه               | بخش مرکزی شهرستان قلعه‌گنج | اشکوتوئیه       | ۸۰۰            | ۴۳             | ۰            | ۵                   | ۱۵                  |
| بخابرگ                  | بخش مرکزی شهرستان قلعه‌گنج | رمشک            | ۱۰۰۰           | ۵۸             | ۰            | ۱۶                  | ۸                   |
| بندجلال                 | بخش مرکزی شهرستان قلعه‌گنج | بندجلال         | ۱۰۸۰           | ۴۸             | ۰            | ۷                   | ۱۱                  |
| تایکان                  | بخش مرکزی شهرستان قلعه‌گنج | تایکان          | ۱۳۰۰           | ۱۶۰            | ۰            | ۶                   | ۱۲                  |
| جوس شهر                 | بخش مرکزی شهرستان قلعه‌گنج | رمشک            | ۸۰۰            | ۱۸             | ۰            | ۱۶                  | ۱۵                  |
| جوی سری                 | بخش مرکزی شهرستان قلعه‌گنج | رمشک            | ۶۰۰            | ۳۷             | ۰            | ۱۳                  | ۱۳                  |
| حاجی‌آباد                | بخش مرکزی شهرستان قلعه‌گنج | پایابی          | ۲٫۵            | ۱۱۰            | ۲۳           | ۳۰                  | ۶۰                  |
| حسین‌آباد                | بخش مرکزی شهرستان قلعه‌گنج | حسین‌آباد        | ۳              | ۱۴۰            | ۲۰           | ۳۰                  | ۷۵                  |
| حور                     | بخش مرکزی شهرستان قلعه‌گنج | حور             | ۲۴۰            | ۱۱۰            | ۰            | ۱۳                  | ۳۶                  |
| حیدرآباد                | بخش مرکزی شهرستان قلعه‌گنج | حیدرآباد        | ۶۰۰            | ۵۲             | ۰            | ۴                   | ۳۶                  |
| خوشاب                   | بخش مرکزی شهرستان قلعه‌گنج | رمشک            | ۳۵۰            | ۱۶             | ۰            | ۸                   | ۱۷                  |
| درزه                    | بخش مرکزی شهرستان قلعه‌گنج | درزه            | ۱۶۰            | ۸۶             | ۰            | ۷                   | ۱۱                  |
| ده درکون                | بخش مرکزی شهرستان قلعه‌گنج | ده درکون        | ۸۵۰            | ۳۳             | ۰            | ۴                   | ۱۳                  |
| زیارت                   | بخش مرکزی شهرستان قلعه‌گنج | زیارت           | ۱۸۰۰           | ۱۲۸            | ۰            | ۱۲                  | ۳۲                  |
| زیرآباد                 | بخش مرکزی شهرستان قلعه‌گنج | زیرآباد         | ۸۰۰            | ۵۲             | ۰            | ۴                   | ۱۲                  |
| سربیدلان                | بخش مرکزی شهرستان قلعه‌گنج | سربیدلان        | ۸۵۰            | ۴۳             | ۰            | ۸                   | ۱۵                  |
| سفرآباد                 | بخش مرکزی شهرستان قلعه‌گنج | سفرآباد         | ۳۵۰            | ۲۸             | ۰            | ۰٫۵                 | ۱۵                  |
| سورگاه                  | بخش مرکزی شهرستان قلعه‌گنج | سورگاه          | ۷۰۰            | ۹۰             | ۰            | ۱۲                  | ۱۷                  |
| شمس‌آباد                 | بخش مرکزی شهرستان قلعه‌گنج | شمس‌آباد         | ۴٫۵            | ۲۰۰            | ۲۱           | ۲۵                  | ۱۰۰                 |
| علی‌آباد                 | بخش مرکزی شهرستان قلعه‌گنج | علی‌آباد کنگرو   | ۱۱۰۰           | ۶۰             | ۰            | ۱۰                  | ۳۲                  |
| علی‌آباد (علی احمدی پور) | بخش مرکزی شهرستان قلعه‌گنج | علی‌آباد         | ۷۰۰            | ۶۱             | ۰            | ۵                   | ۱۵                  |
| قلعه گان                | بخش مرکزی شهرستان قلعه‌گنج | قلعه گان        | ۴۰۰            | ۳۵             | ۰            | ۲                   | ۸                   |
| محمدآباد                | بخش مرکزی شهرستان قلعه‌گنج | محمدآباد        | ۴              | ۱۸۰            | ۲۹           | ۳۲                  | ۸۰                  |
| محمدآباد -کهن چنگر      | بخش مرکزی شهرستان قلعه‌گنج | محمدآباد        | ۸۵۰            | ۲۸             | ۰            | ۳                   | ۲۱                  |
| محمدآباد شنبوئی         | بخش مرکزی شهرستان قلعه‌گنج | محمدآباد شنبوئی | ۲              | ۹۰             | ۲۰           | ۱۰                  | ۵۰                  |
| پیلم                    | بخش مرکزی شهرستان قلعه‌گنج | پیلم            | ۱۷۰            | ۱۵             | ۰            | ۱٫۵                 | ۱۱                  |
| چاه لک                  | بخش مرکزی شهرستان قلعه‌گنج | چاه لک          | ۲٫۵            | ۱۷۰            | ۲۰           | ۲۵                  | ۶۰                  |
| چاهان                   | بخش مرکزی شهرستان قلعه‌گنج | شهراحمد         | ۴۵۰            | ۳۲             | ۰            | ۳                   | ۱۹                  |
| چاهان                   | بخش مرکزی شهرستان قلعه‌گنج | شهرقلندر        | ۵۵۰            | ۵۸             | ۰            | ۶                   | ۱۱                  |
| چویکان                  | بخش مرکزی شهرستان قلعه‌گنج | رمشک            | ۲۵۰            | ۷              | ۰            | ۱۲                  | ۱۸                  |
| کنگرو                   | بخش مرکزی شهرستان قلعه‌گنج | کنگرو           | ۷۰۰            | ۴۰             | ۰            | ۹                   | ۴۶                  |
| کهن چنگر                | بخش مرکزی شهرستان قلعه‌گنج | اسلام‌آباد       | ۶۰۰            | ۵۶             | ۰            | ۵                   | ۲۵                  |
| کهنگ                    | بخش مرکزی شهرستان قلعه‌گنج | کهنگ            | ۲۲۰            | ۱۵             | ۰            | ۱٫۵                 | ۱۶                  |
| گاوبنان                 | بخش مرکزی شهرستان قلعه‌گنج | گاوبنان         | ۷۵۰            | ۵۲             | ۰            | ۴٫۵                 | ۳۸                  |
| گورارو                  | بخش مرکزی شهرستان قلعه‌گنج | گارو            | ۵۰۰            | ۰              | ۰            | ۸                   | ۳۲                  |
| گونچان                  | بخش مرکزی شهرستان قلعه‌گنج | گونچان          | ۲۳۰۰           | ۱۲۰            | ۰            | ۶                   | ۳۵                  |
| گیاهان                  | بخش مرکزی شهرستان قلعه‌گنج | گیاهان          | ۱۵۰۰           | ۱۷۳            | ۰            | ۱٫۶۰۰۰۰۰۰۲۳۸۴۱۸۶    | ۲۵                  |
| یاور کین یاور           | بخش مرکزی شهرستان قلعه‌گنج | علی‌آباد کنگرو   | ۲۲۰            | ۴۸             | ۰            | ۵                   | ۷                   |
| ین سرخ                  | بخش مرکزی شهرستان قلعه‌گنج | رمشک            | ۱۵۰            | ۹              | ۰            | ۳                   | ۱۷                  |